# Frederik Hejmans
Frederik (Fric) Hejmans (Amsterdam, 12. februar 1881 — Hag, 31. maj 1958) je bio haški lekar i urolog.
Hejmans je bio sin jevrejskog posrednika u hartijama od vrednosti Andrea Hejmansa i Hesje Zadoks, ćerke bankara, kao i najstariji brat privrednog konsultanta Ernsta Hejmansa. Fric je studirao u grupi profesora Lanca kome je kasnije bio i asistent.
Između 1912. i 1916. godine je u više navrata bio angažovan u holandskim ambulantama u inostranstvu. Bio je aktivan u oba Balkanska rata. Godine 1912. radio je u ambulanti Crvenog krsta u Srbiji. Nakon izbijanja neprijateljstava u Drugom balkanskom ratu 1913. godine krenuo je još jednom ka Srbiji: pošao je sa doktorom Linbejkom u Beograd. Ova ambulanta vratila se u oktobru. Ovaj događaj opisao je doktor Hejmans 1914. godine u svom prilogu časopisu Zemlja i njeni narodi.
Tokom Prvog svetskog rata doktor Hejmans je preko Udruženja holandskih ambulanata u Nemačkoj i Austrougarskoj, gde se u januaru 1916. takođe našao i doktor Lanz, postavljen za šefa hirurške ambulante u Budimpešti. Sa ovom ambulantom putovala je i Henrijeta Kajper, ćerka nekadašnjeg holandskog premijera. Sa delom osoblja ove ambulante krenuo je i Hejmans u avgustu 1916. na rad u Olomouc. Nakon povratka u Holandiju Hejmans je postao odgovoran za inspekciju urgentnih bolnica, a od 1917. godine za razmenu engleskih i nemačkih zarobljenika u Holandiji. Posle rata svoju praksu nastavio je u Hagu. Imao je različite dodatne funkcije, među kojima je i funkcija savetnika Crvenog krsta Holandije.
Za angažman na Balkanu dodeljen mu je orden Svetog Save kao i orden kraljevske kuće Oranje-Nasau, a od Crvenog krsta dobio je medalju sa kopčom Balkan 1912/12. Zbog zasluga tokom daljeg rada proglašen je, između ostalog, za oficira počasnog reda Velike Britanije (OBE), a dobio je i krst za zasluge od Crvenog krsta Holandije.